# Kościół Wszystkich Świętych w Krakowie (Stare Miasto)
Kościół Wszystkich Świętych – pierwotnie romański, później gotycki kościół parafialny, który wznosił się na terenie obecnego placu Wszystkich Świętych na Starym Mieście w Krakowie, wybudowany w pierwszej połowie XIII wieku, rozebrany w pierwszej połowie XIX w. 

## Historia
Pierwsza wzmianka o kościele znajduje się w Żywocie większym św. Stanisława z ok. 1257 – znajduje się tam informacja o opętanym młodzieńcu, który miał zostać przywiązany przed tym kościołem i cudownie uzdrowiony przez świętego Stanisława. Być może opis ten został przepisany z wcześniejszego dokumentu z ok. 1253. Pewne jest, że kościół powstał przed połową XIII w., przypuszczalnie w pierwszej połowie tego stulecia. Z XIV w. pochodzi informacja, że kościół został ufundowany przez rycerza Jakuba Bobolę herbu Leliwa. Być może powstanie kościoła miało związek ze sprowadzeniem w latach 20. XIII w. do Krakowa zakonu dominikanów, którzy przejęli pełniący dotychczas funkcje parafialne kościół św. Trójcy, a jego funkcje parafialne przejął wówczas w części kościół mariacki i prawdopodobnie w części kościół Wszystkich Świętych, już istniejący lub zbudowany w tym celu. Do tutejszej parafii miały należeć domy w okolicy kościoła oraz teren Okołu. W 1305 kościół został uszkodzony wskutek pożaru.
Kościół (w kształcie nadanym mu zapewne po pożarze z 1305) był zbudowaną z kamienia i cegły gotycką świątynią o charakterze halowym, dwunawową (nawy oddzielały od siebie dwa filary), z korpusem nawowym na planie zbliżonym do kwadratu z węższym, dwuprzęsłowym prezbiterium od wschodu, zamkniętym wieloboczną apsydą. Od zewnątrz mury świątyni wspierały skarpy. Główny portal znajdował się w fasadzie zachodniej, zwieńczonej trójkątnym szczytem z blendami. Od południa przylegała do kościoła kaplica, którą już w XV w. określano jako antiqua, co świadczy o jej znacznie dawniejszym pochodzeniu. Od północy do prezbiterium przylegała zakrystia i skarbiec. W 1591 od południa dobudowano do prezbiterium pięciokondygnacyjną wieżę, zwężającą się uskokowo ku górze. Z pochodzącego z końca XVI w. opisu kościoła wynika, że wewnątrz znajdowało się wówczas osiem ołtarzy, ponadto trzy znajdowały się w kaplicy. Kościół otaczał cmentarz parafialny. Badania archeologiczne wykazały obecność wtórnie użytych kostek oraz ułamków płytek romańskich, co może wskazywać na istnienie wcześniej budowli romańskiej.
W XIV wieku w tutejszej parafii funkcjonujonowało równolegle dwóch proboszczach – stan taki prawdopodobnie wynikał ze sporu między dwoma gałęziami rodu Leliwitów, potomków fundatora, o prawo patronatu nad świątynią. W 1490 dzięki staraniom Leliwitów kościół podniesiono do rangi kolegiaty. Przy tej okazji zniesiono podwójne probostwo – jeden z proboszczów został prepozytem, a drugi dziekanem kapituły. Przy kościele funkcjonowała (co najmniej od XIV w.) szkoła parafialna. Tumult tutejszych uczniów, który wybuchł w 1549 objął wszystkie szkoły parafialne w mieście i skutkował opuszczeniem Krakowa przez młodzież szkolną. W 1589 Leliwici przekazali swoje prawo patronatu Akademii Krakowskiej. Z akt wizytacji biskupiej z końca XVI w. wynika, że do obszaru tutejszej parafii należały także przedmieścia Krakowa, m.in. Stradom i Zwierzyniec. W 1607 i 1612 biskup krakowski Piotr Tylicki zorganizował w tym kościele dwa synody diecezjalne. W 1676 przeprowadzono restaurację kościoła polegającą przede wszystkim na wzmocnieniu oskarpowania kościoła – wewnątrz świątyni wykonano opilastrowane skarpy wewnętrzne. Z opisu wyposażenia kościoła z 1711 wynika, że wewnątrz znajdowało się nadal 9 ołtarzy, w kaplicy trzy stare ołtarze zastąpiono jednym, funkcjonowały dwie zakrystie (jedna od północy prezbiterium, druga w przyziemiu wieży), a w prezbiterium znajdowały się stalle dla kanoników kolegiaty. W jednym ołtarzy znajdował się słynący łaskami obraz Madonny sprowadzony z Węgier w 1646. 

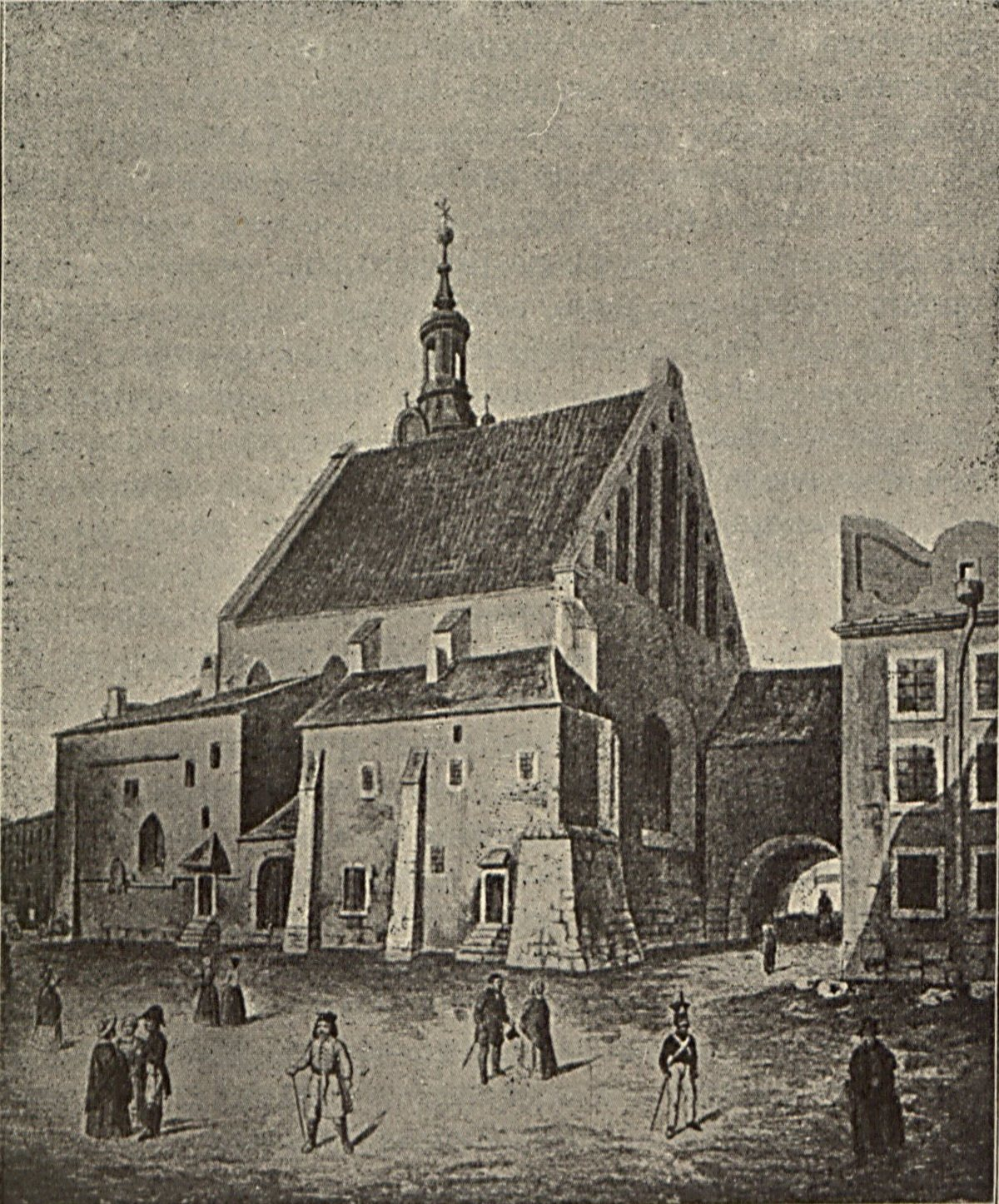
Kościół Wszystkich Świętych - ilustracja z książki „Dzieje Krakowa” z 1911 r.

W 1702 podczas burzy runął hełm wieży – zastąpiono go wówczas prowizorycznym daszkiem, a nowy barokowy hełm wzniesiono dopiero w 1775, wzmacniając przy tym konstrukcję wieży. W XVIII w. przebudowano także wnętrze kościoła – usunięto filary oddzielające nawy i korpus nawowy pokryto nowym sklepieniem kolebkowym (gotyckie sklepienie pozostało w prezbiterium). W 1763 pokryto wnętrze polichromią pędzla Walentego Janowskiego przedstawiającą sceny z życia Jezusa i dziejów Kościoła, w tym przedstawienia synodów, które odbyły się w tym kościele. Wymieniono część ołtarzy, a w głównym w 1763 umieszczono nowy obraz z przedstawieniem Wszystkich Świętych namalowany przez Łukasza Orłowskiego.
W ostatnich latach XVIII w. zlikwidowano cmentarz parafialny (w ramach akcji usuwania cmentarzy z miasta) i zburzono mur cmentarny. Na początku XIX w. kościół powoli niszczał. Około 1820 nabożeństwa parafialne ze względów bezpieczeństwa przeniesiono do sąsiedniego kościoła św. Franciszka, a ok. 1832 do kościoła św. Piotra i Pawła. W 1834 urządzono licytację wyposażenia kościoła. Budynek kościoła rozebrano w latach 1835–1838, a pozostałą wieżę w 1842. 
Liczne elementy dawnego wyposażenia kościelnego zachowały się w innych świątyniach – m.in. liczne obrazy (w tym obraz z ołtarza głównego), epitafia i chrzcielnicę z 1528 znajdują się w kościele św. Piotra i Pawła, przy którym działa także do dziś przeniesiona stąd parafia Wszystkich Świętych. Liczne epitafia trafiły też do innych krakowskich kościołów. Ołtarze z kościoła przeniesiono m.in. do kościoła św. Wincentego w podkrakowskim Pleszowie oraz do kościoła parafialnego w Jaworznie. Barokowy portal znalazł się w kościele św. Trójcy w Czernichowie, a organy w kościele parafialnym w Wadowicach.
Na miejscu kościoła powstał skwer na placu Wszystkich Świętych z pomnikiem Mikołaja Zyblikiewicza